# Floppy-ROM

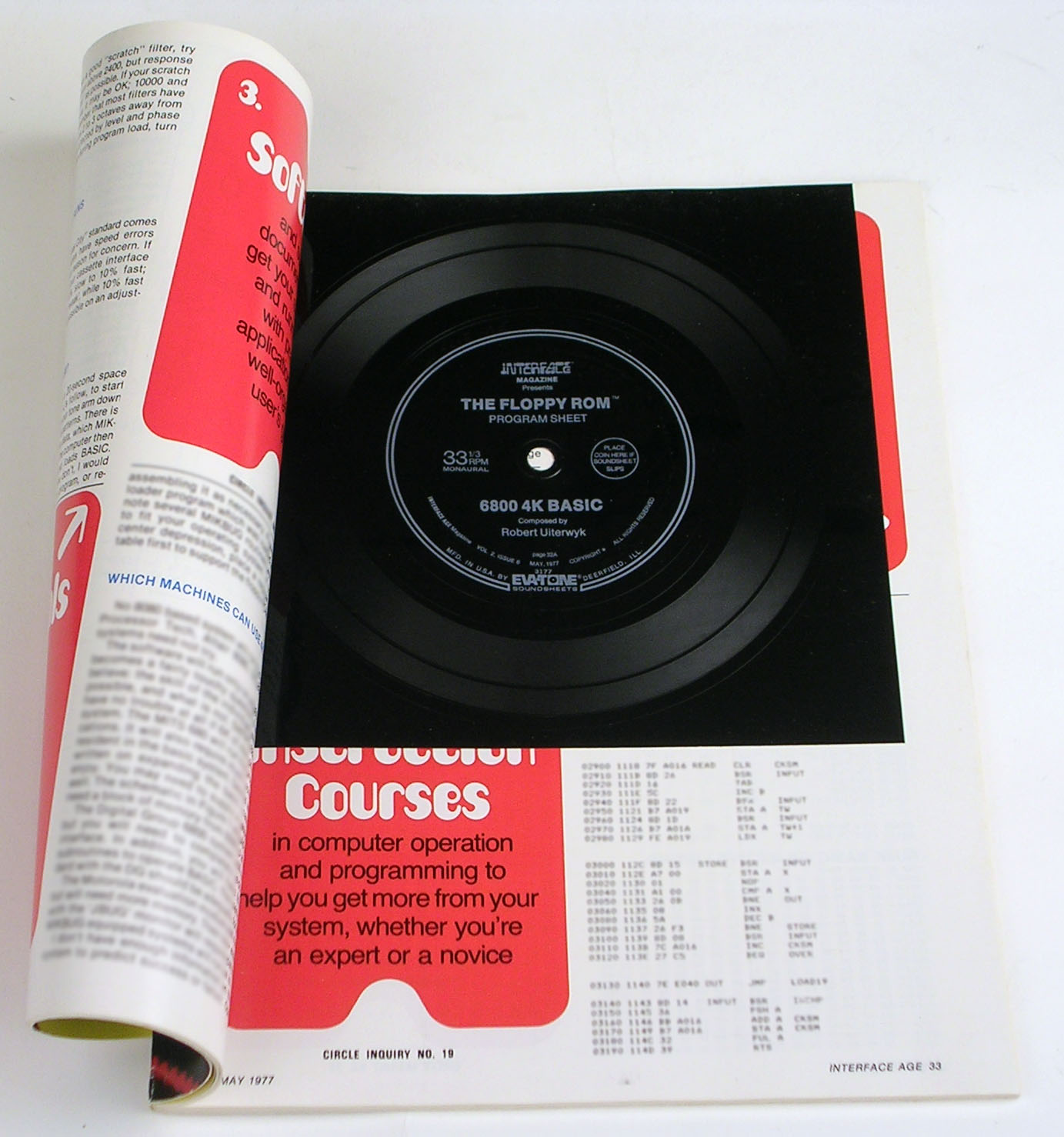
Журнал Interface Age (май 1977) с цифровой грампластинкой

Floppy-ROM — формат записи компьютерных данных на грампластинку, совместимый с аналогичной технологией на компакт-кассетах («Kansas City Standard»). Для воспроизведения использовались стандартные проигрыватели с линейным выходом, который подключался к компьютеру, имевшему соответствующий вход.

## История создания
В августе 1976 года на выставке «Персональный компьютер» в Атлантик-сити Боб Марш из «Processor Technology» обратился к Бобу Джонсу, издателю журнала «Interface Age magazine», с предложением записывать программное обеспечение на виниловые пластинки. «Processor Technology» предоставила программу для записи на винил. Однако тестовая запись не заработала, и у них не было времени для того чтобы довести технологию до рабочего состояния.
Даниэль Майер и Гари Кай из «Southwest Technical Products» предложили Роберту Уйтервику сделать и распространять свой интерпретатор 4K BASIC для процессора Motorola 6800. Идея была в том, чтобы брать программы на аудиолентах в уже существовавшем формате «Kansas City Standard» и потом делать копии на виниле с такой мастер-ленты. «Eva-Tone» сделала гибкие пластинки на тонком виниле, содержащие одну запись. Это было недорого, и их можно было подшить в журнал.
Над технологией записи на винил с «EVA-TONE» работали Бил Тёрнер и Бил Блумгрен из «MicroComputerSystems». Процесс разработки завершился удачно. Майское издание журнала «Interface Age» 1977 года содержало первый Floppy-ROM на 33⅓ оборота с 6-минутной цифровой записью в формате «Kansas City standard». В сентябре 1978 года вышел Floppy-ROM номер 5.